# Новий Град (Севниця)
Новий Град (словен. Novi Grad) — поселення в общині Севниця, Споднєпосавський регіон, Словенія. Висота над рівнем моря: 471,7 м.